# 章亞若
章亞若（1913年1月1日—1942年8月16日），本名章懋禮，幼名懋李，江西新建（今 九江市永修县）人，祖籍浙江鄞县，曾任江西省高等法院錄事。

## 早年
章亞若父親為章贡涛，富商章百昌之子，清末秀才，民國元年赴北京法政專門學校學習。母親為周锦华，富商周亮生之女。
1913年元旦，章亞若出生于南昌，初名懋李。後又名懋禮，四歲即能朗吟唐詩名句。
章父任遂川县令，舉家遷出建昌吳城。
1919年，章亞若入讀小學，她成績優異，能歌善舞，还在学校办墙报、画刊图。
1925年，章亞若考入南昌葆灵女校（今南昌市第十中學），擅長書法、女紅，自學平劇，幫助母親打理家务。畢業前後，常以章蘋為筆名寫文章、吟詩作聯繪畫。
1928年，章父安排亞若到江西省高等法院任錄事。章家托姑姑章金秀為亞若介绍親事。

## 第一段婚姻
1928年底，章亞若经姑姑章金秀牵线与远房姻亲、時年17歲的唐英江结婚。唐英江在南昌法院看守所任職。
婚後兩年，章亞若生下唐遠波，又二年生下唐遠輝。
章亞若自述想走出家庭，出外謀生，施展才能，唐氏則認為她「受奢侈社會的熏陶，想找一漂亮有地位的男子。」章亞若參加了位於寮洲头的“励志社”，在裡面表演平劇。1934年7月，運動員楊秀瓊到南昌表演，引發游泳熱潮。中將參議郭禮伯也去勵志社旁邊游泳池學習，認識了章亞若。
江西高等法院院長魯師曾將唐氏調任新喻縣管獄員。1935年3月，唐英江在章亞若衣服內發現一封情書，被章奪出撕碎（唐氏家人判斷出軌對象為院長魯師曾）。二人商議離婚時，唐英江曾多次挽留，章亞若也曾藉故推辭。
12月中，兩人又起矛盾，章要求離婚。章父將他們帶到家中調解，章亞若稱平日「受辱虐待」，章父教训唐英江。12月20日，唐英江在南昌新旅社服安眠藥自殺，留下四封遺書，稱章「在家儼似國王」、出軌事實「筆楮難宣」。25日，江西《民國日報》以大半個版面刊登了這則消息；並將死者生前留下的4封遺書發表出來。一時間滿城風雨。
唐家指责章亚若不守妇道、谋杀亲夫，將她送到拘留所。郭禮伯知道後前去探望，章對他說：“他（唐英江）是自己赌气投井死的，我这么个弱小女子，如何推得动他？”郭禮伯聽後，出面救出章亞若。
1936年初，唐心远等唐家人状告魯師曾，中華民國司法行政部派刚从天津调来的檢察官张汝澄調查此事，张汝澄調查过程中发现种种证据，想為唐英江屈死的真相伸冤，在但鲁院长是司法院院长居正的同乡红人，与本院首席检察官林炳勋也私交甚密，林便百般阻挠部下介入此案。与此同时，张汝澄被指控嫖娼而移送懲戒。后虽被证实对张汝澄的指控乃有人刻意诬告为掩饰鲁师曾与章亚若奸情而混淆视听，國民政府「公務員懲戒委員會」雖做出了不懲戒的決議，但也順利轉移了「魯案」的焦點，讓該案就此不了了之了。

## 第二段婚姻
章亚若被释放后，郭禮伯瞞著家人纳章亞若为妾（如夫人），他在百花洲小島租了一間屋子，供章居住。章亞若改掉名字，轉任郭的秘書，請母親照看子嗣，讓儿子们叫她“三姨”。期間章父逝世。
不知何時，郭、章之事终于被郭的妻子发现，章常与郭妻大吵。
1938年，日軍進攻南昌，郭禮伯升任國民革命軍預備第六師師長，與妻女住在南康縣城，章亞若與她們同住，「有時打起來，郭噤若寒蟬，從不開口相勸，也不偏袒誰。」章氏娘家及章氏婆家的老老小小，在郭的庇讓下均分別南逃至贛州，分住在鄉間。由於家庭不和，加上靠她照顧生活的一群逃難親屬，使她內心十分痛苦。
1939年3月，因預六師接令到廣東作戰，郭禮伯請九十二師李以劻到家中，托李走蔣經國的门路給章亚若找工作。次日，李至撫州，對蔣說：「章亞若身世坎坷與多才多藝……如不把亞若離家就業，恐妻妾之間會有互殺之慮，請蔣處長設法解救」，蔣慨然允納。李讓章亚若寫了一封求職信交给蒋，章在信中谎称“遭郭禮伯强纳为妾，旋即被遗弃”，然而郭對章信中的內容一無所知。蔣面試後覺得不錯，於是章亞若任督練處书记。6月，蔣至贛州上任，章隨之招待來訪、整理圖書，她的家人也獲得工作。秋冬之際，郭礼伯接令带着妻女赴重庆任职，与章「揮淚訣別」。蔣經國安排遠波、遠輝到正氣小學讀書。
匆匆說離聚，迢遞即長途。未覺山河異，偏憐風景殊。——《贈李以劻詩三首·其一》殘句

## 蔣經國情婦
1940年春，章亞若告訴李以劻，她要參加蔣主持的青年團幹部訓練班，對前途感到樂觀，一提起郭家生活她就哭。青幹班開學兩週後，章亞若加入，同學有桂昌德、桂昌宗、王昇、倪豪等:280。章亞若教孝文、孝章英文，也教蔣方良中文。夏，蔣方良至重慶拜會公婆，章亞若有時下班後，幫忙照管孩子。:280。章亞若住在鎮台衙門附近的米汁巷，蔣經國下班回家前，或駕車、或徒步去她家。9月，蔣經國要求學員到各地收集民意。他訪問民眾時，章亞若負責記錄。:280蔣經國在贛州租了一間獨棟小屋，作為二人幽会之地。:280
1941年5月初，郭禮伯回贛州，當時他的心態是「和一年多沒見面的章聚一聚」。在贛州期間，蔣經國跟他直說了喜歡章亞若，然而章沒說，似不知蔣經國已說了。7月臨行前，章告訴他已懷孕一二月。郭问是谁的孩子時，章说：「還能有誰的？當然是你的！」郭不確信，經一番思慮，讓章一二月後跟蒋经国說，還說孩子出生後姓蒋比姓郭好。此後，郭返重慶，不再與章來往。
1941年秋，章亞若與蔣經國在張萬順飯館宴請好友桂昌宗、王昇、倪豪等，「笑意盎然」。隨後蔣經國將章亞若送往桂林，委託廣西省民政廳長邱昌渭照管。當時專員公署已傳聞她是待產，蔣經國佯稱其嫁人:280。章亞若由桂昌德陪同到了桂州，大姐、四妹和桂昌宗也去照顧她。章母后稱，1941年10月，蔣經國報告了蔣中正，蔣父選定孝严、孝慈兩名字，然而蔣父兩年後才在日記中記載章事，似事发当时并不知情。
1942年3月1日（正月十五日），章在廣西省立桂林医院产下双胞胎，乳名为大毛和小毛。幾天後，蔣經國去看望她，他很開心，給兩個孩子取名丽儿、狮儿。此後章亞若參加了不少社交應酬，行事极为高调，甚至以“蒋经国夫人”自居。據漆高儒稱，蔣經國前秘書黃中美從浙江來找自己，說：「这样，将妨碍经国兄的前途，委员长知道了，也是不得了的事。我为专员的前途着想，只有把她干掉。」

## 去世
1942年8月14日下午，章亞若参加邱昌渭家晚宴，深夜回来时上吐下泻，8月15日送至桂林医院。當日死亡，终年29岁。
蔣經國令副官王制剛葬章於桂林東郊七星區白面山鳳凰岭，王制剛、桂昌德隨後護送二子到江西萬安，請章母撫養。
章死因眾說紛紜：
- 蔣經國部下、章亞若朋友王昇稱：患急性痢疾，找不到抗生素治療
- 章亞若朋友桂昌德稱：病死
- 蔣經國秘書徐君虎稱：产后虚弱，受感染而死
- 蔣經國秘書漆高儒稱：遭蔣經國部下黃中美擅自殺害
- 章亞若四妹章懋梅稱：被謀害，桂昌德有參與
- 章亞若兒子蔣孝嚴稱：遭黃中美以外的蔣經國部下擅自殺害
- 軍統局組長谷正文稱：蔣中正示意，陳立夫派人下毒

蔣經國對章亞若過世有諸多懷念，最初認為是蔣父所為（記載這些內容的日記被家屬撕掉）。據王制剛、周仲鳴所言，此後一年多他鬱鬱不安。李以劻兩度提及此事，他都「三言兩語了之，顧左右而言其他。」蔣父至遲在1949年就知道事情原委了。宋美齡則一直不知曉。
不知為何，也許是為了給蔣父看，1954年他寫道：「亡友繼春⋯⋯生時曾與章姓女相識，未婚而生孿子，當在桂林生產時，余曾代為在醫院作保人，後來竟有人誤傳此孿子為余所出。」

## 争议

### 争议一
以下是一則常見的描述：
章亞若曾企圖拜見蒋经国生母毛福梅以取得名分，并公然以“蒋夫人”名义行事，在桂林寓所挂出“蒋宅”牌子，引起极大负面影响。
蔣母在1939年即死於日軍空襲。然章亚若高调行事，以“蒋夫人”自居，当时诸多人皆有提及。

### 争议二
有關唐章婚姻的經歷，《政治殺手陳立夫》（2006年出版）說：
章亚若少女时代读书的南昌女中，系教会所办，老师大多系外国人，这些老师在教学生知识的同时，也向学生介绍一些西方新思潮，还有的老师极力主张女性解放，走向社会，张扬个性。正在成长的章亚若受他们的影响甚大，无论是思想到生活，与一般女孩不同。

她与唐英刚结婚后，仍经常外出与其他男人跳舞、聚会、看电影、唱新戏。唐英刚对章亚若的行为难以接受，经常指责、干预她的外出。这样，夫妻之间的裂痕愈来愈深。1936年的一天，唐英刚与章亚若发生争吵后，在极度痛苦中自杀。
《解密蔣經國》（2008年出版）稍事變動稱：
章亞若少女時代讀書的南昌女中，系教會所辦，正在成長的章亞若受外國教師的影響甚大，從思想到生活，與一般女孩不同。

她与唐英刚结婚后，仍然经常外出与其他男人跳舞、聚会、看电影、唱新戏。唐英刚对章亚若的行为难以接受，经常指责、干预外出。这样，夫妻之间的裂痕愈来愈深。1936年的一天，唐英刚与章亚若发生争吵后，在极度痛苦中自杀。
唐英江在1935年底自殺，而非1936年。美以美會創建的葆灵女中以管理嚴格、校風嚴謹著稱。然章亚若作风高调开放在当地广为人知